# 전장의 크리스마스
《전장의 크리스마스》(戦場のメリークリスマス, Merry Christmas, Mr. Lawrence)는 오시마 나기사 감독의 1983년 영화이다. 일본, 영국, 오스트레일리아, 뉴질랜드의 합작영화이며, TV 아사히가 제작한 첫 영화이다.
제2차 세계대전 중 자와섬의 일본군 포로 수용소에서 극한 상황에 놓인 인물들의 상극을 그린 이색적인 휴먼 드라마이다. 일본군의 엘리트 사관 요노이와 연합군 포로 셀리어스 소령의 사랑스러운 관계를 중심으로 일본 군인과 서양인 포로와의 관계를 흥미롭게 묘사한다. 원작은 로렌스 판 더르 포스트의 소설 《The Seed and the Sower》와 《The Night of the New Moon》이다.

## 줄거리
1942년, 인도네시아 자와섬의 레바크 센바타 일본군 포로수용소. 영국 육군 중령으로 포로인 존 로렌스(톰 콘티)는 급한 일이 있다며 이른 아침에 갑자기 자신을 깨운 하라 겐고 중사(기타노 다케시)와 함께 어디론가 나간다. 나가보니 도열한 병사들 앞에는 웃통을 벗고 상처투성이로 묶여 있는 두 명의 남자가 쓰러져 있었다. 한 사람은 네덜란드군 포로 드 용이었고, 또 한 사람은 일본군의 조선인 군속 가네모토(조니 오쿠라)였다. 하라는 로렌스에게, 드 용이 바나나를 훔치다 걸려서 독방으로 갔으며, 가네모토가 몰래 드 용의 독방에 숨어들어 그를 범한 것이라고 이야기해준다. 하라는 가네모토를 풀어주며, 그 때의 범행을 그대로 재현해 보라고 한다. 머뭇거리던 가네모토가 그러겠다고 하지만 로렌스가 가네모토와 드 용 사이를 막아선다. 로렌스는 드 용에게 무슨 일이 있었는지 조용히 물어보고, 드 용은 가네모토가 다친 자신을 3일 동안 매일 밤 찾아와 간호해주었으나 어느날 갑자기 자신을 범한 것이라고 상황을 설명한다.
그런데 드 용의 설명을 듣는 도중 어디선가 기합 소리가 들린다. 기합 소리를 들은 로렌스는 요노이 대위(사카모토 류이치)임을 알고, 이쪽으로 와보라고 소리치다가 하라에게 얻어맞는다. 그 사이에 가네모토는 한 병사에게서 총검을 뺏더니 자신의 배에 찔러넣는다. 병사들이 가네모토를 제지하고 총검을 뺏지만, 하라는 가네모토에게 총검을 돌려주면서, 자신이 자결을 도와주겠다고 하며 칼을 뽑아든다. 가네모토는 총검을 다시 배에 찔러넣고, 로렌스의 반발을 뿌리치고 하라가 칼로 가네모토를 내리치려는 순간 검도복 차림의 요노이가 도착한다. 요노이는 무슨 일인지 묻고, 로렌스는 하라가 가네모토를 처형하려고 했다고 말한다. 누구의 명령에 의한 처형인지 요노이가 묻자, 하라는 가네모토가 자신의 죄에 대한 책임으로 자살하려고 했다고 말한다. 죄가 있었다면 왜 보고하지 않았느냐고 요노이가 묻자, 하라는 가네모토의 자살을 도와 전사자로 처리하면, 유족들이 연금을 받아 생활할 수 있을 것이라면서 배려의 뜻에서 그렇게 했다고 말한다. 요노이는 가네모토가 무슨 죄를 지었는지는 듣지 못하고, 자신은 바타비아(현 자카르타)에서 열리는 군사재판에 가야 하므로 시간이 없으니, 이후에 로렌스와 함께 가네모토의 죄에 대해 보고하라고 하라에게 말한다.
바타비아로 간 요노이는 재판장인 후지무라 대령과 이와타 법무중위와 함께 영국 육군 소령 잭 셀리어스(데이비드 보위)에 대한 군사재판을 하게 된다. 게릴라 작전을 하다 투항한 셀리어스에게 사형 판결이 내려지지만, 요노이는 셀리어스를 단독으로 심문하면서 그의 반항적이면서 당당한 태도에 끌린다. 얼마 후 셀리어스는 사형에 처해지지만, 무슨 일인지 집행 부대의 소총에는 공포탄이 장전되어 있었고, 그래서 셀리어스는 한바탕 총성이 울린 뒤에도 살아남는다.
한편 로렌스는 드 용을 보호해달라고 하라를 찾아가 부탁하지만, 적에게 도움을 줄 수 없다고 거절당한다. 로렌스가 부탁하고 있는 사이에 한 일본 병사가 하라를 찾아와 포로 한 명이 새로 왔다고 전한다. 하라는 포로 한 명을 인수하고, 그 포로가 셀리어스임을 안 로렌스는 반가워하며 다가온다. 지쳐서 쓰러진 셀리어스를 로렌스가 부축하려고 하지만 일본 병사들이 발로 걷어차서 로렌스도 쓰러진다. 바로 이 때 요노이가 급히 나타나서 매우 분노하더니, 로렌스를 걷어찬 일본 병사를 차렷 자세로 서게 한 뒤, 갖고 있던 지휘봉으로 마구 때리는 것이다. 이윽고 요노이는 셀리어스를 의무실로 옮기게 하고, 로렌스를 사령실로 불러 셀리어스에 대해 자세히 물어본다. 그러나 로렌스는 요노이의 셀리어스에 대한 관심에 부담을 느낀다.
그날 밤, 하라가 로렌스에게 셀리어스가 있는 곳으로 안내해달라고 한다. 하라는, 왜 할복하지 않고 치욕을 감수하느냐고 로렌스에게 묻는다. 그러자 로렌스는, 자신들은 이것을 달가워하지는 않지만, 살아있는 것은 가치있는 일이라고 답한다. 깨어난 셀리어스에게 로렌스는 하라를 소개하고, 셀리어스는 하라의 얼굴을 보고 감상을 말한다. 이윽고 요노이가 나타나서 의무병들에게 셀리어스를 잘 치료하라고 지시하고 돌아가는 것을 로렌스 일행이 듣는다.
다음날 아침, 병동까지 큰 고함 소리가 들려, 많은 환자들이 잠을 설치고 두려워한다. 그 소리는 요노이가 자신의 부하와 함께 검술 대련을 하면서 낸 기합 소리였다. 셀리어스가 이상하게 여기자 로렌스는, 셀리어스가 수용소로 온 후 요노이가 기합을 지르게 되었다고 설명한다. 로렌스는 요노이를 찾아가 기합 소리 때문에 포로들이 두려워한다고 전하고, 요노이는 자제하겠다고 답한다. 요노이는 자신의 이야기를 하기 시작하는데, 요노이의 동료들이 2·26 사건에 가담했다가 처형되었으며, 자신은 석 달 전 만주국으로 발령받은 탓에 가담할 수 없었다고 하며 안타까워한다. 요노이는 이윽고 가네모토의 할복을 집행하라고 하라에게 명령하고, 로렌스에게는 셀리어스를 포함해 모든 포로들을 와서 보게 하도록 명령한다.
잠시 후, 가네모토는 흰 예복을 입고, 두려움에 떨면서 단도를 꺼내더니 배를 가르기 시작한다. 너무 고통스러워서 고개를 들지 못하는 가네모토를, 일본 병사는 고통을 덜어주지 않고 오히려 왼쪽 어깨만을 계속 내리치며 괴롭힌다. 그러자 하라가 이를 보다 못해 그 병사를 밀쳐내고는 자신의 칼을 뽑아서, 가네모토의 목을 쳐준다. 그런데 이를 앞에서 보고 있던 드 용이 이유 없이 갑자기 혀를 깨물고 쓰러진다. 로렌스를 비롯한 포로들은 드 용의 죽음에 경악한다. 요노이는 죽은 드 용에게 조의를 표하려고 하지만 포로들에게 가로막히고, 힉슬리와 언쟁을 벌인다. 결국 요노이는 포로들에게 48시간 동안 먹지도 마시지도 말고 자신의 막사에서 수행하라고 명령한다. 힉슬리는 요노이의 명령을 이해하지 못하고, 로렌스가 설명해주어도 들으려고 하지 않자 로렌스는 화를 낸다.

## 출연진
- 데이비드 보위 - 잭 셀리어스 소령
- 사카모토 류이치 - 요노이 대위
- 기타노 다케시 - 하라 겐고 중사
- 톰 콘티 - 존 로렌스 중령
- 잭 톰슨 - 힉슬리 포로장
- 우치다 유야 - 군사 포로 수용소 사령관
- 조니 오쿠라 - 가네모토
- 무로타 히데오 - 곤도 대위
- 도라 롯코 - 군율 회의 통역
- 가네다 류노스케 - 후지무라 중령
- 미카미 칸 - 이토 헌병 중위
- 나이토 다카시 - 이와타 법무 중위
- 혼마 유지 - 야지마 일등병
- 이시쿠라 다미오 - 군율 회의 검찰관
- 이지마 다이스케 - 우케키 하사
- 엘리스테어 브라우닝 - 데 용
- 제임스 맬컴 - 셀리어스 동생
- 크리스 브룬 - 셀리어스 (소년기)

## 제작
로버트 레드퍼드 기용 계획이 일정상 맞지 않아 백지화되어, 약 600만 달러(당시 약 15억엔：1983년 당시의 1달러 평균 = 250엔으로서 계산)의 제작비를 모으는데 고난을 겪었다. 50세가 지나면 세상때문에 사람을 위하여 일하는 것이라는 프로듀서의 설득을 받고 해외에서 출자자를 찾아 협력하게 되었다. 오시마는 자택을 담보로 1억엔을 준비하는 등 분주하였지만 난항을 겪어 뉴질랜드에서 현지 촬영을 하면 조세 도피처에 따른 세제 우대 조치와 정부로부터 보조금을 얻을 수 있다는 제안을 받아 동국의 라로통가섬에서 촬영하기로 되었다. 그럼에도 자금이 부족하여, 크랭크인 직전, 먼저 보내 준 제작진을 전원 철수시켜야 하는 위태로운 지경에 이르렀다. 급기야 최악의 사태는 피하여 촬영은 순조롭게 진행되었다. 다만 메이킹 영상은 일절 현존하지 않는다.

## 같이 보기
- 크리스마스 영화 목록